# Chinguil
 Chinguil è un comune del Ciad situato nel dipartimento di Barh Signaka, provincia di Guéra.
È capoluogo del dipartimento.